# Староакбулатово (Татишлинський район)
Староакбула́тово (рос. Староакбулатово, башк. Иҫке Аҡбулат) — село у складі Татишлинського району Башкортостану, Росія. Адміністративний центр Акбулатовської сільської ради.
Населення — 426 осіб (2010; 455 у 2002).
Національний склад:
- башкири — 96 %